# 1971 في فرنسا
فيما يلي قوائم الأحداث التي وقعت خلال عام 1971 في فرنسا.

## سياسة

### تعيين في المنصب
- 7 يناير – جاك شيراك الوزير المفوض للعلاقات مع البرلمان.
- 16 يونيو – فرنسوا ميتران First Secretary of the Socialist Party [الإنجليزية]‏.

## رياضة
- 1 يناير – دورة فرنسا المفتوحة 1971
- 4 يوليو – جائزة فرنسا الكبرى 1971 الفائز جاكي ستيورات.

## أفلام
من الأفلام التي صدرت هذه السنة في فرنسا:
- 1 يناير – الضوء في إحاطة العالم من إخراج كيفن بيلينغتون.
- 1 يناير – الموت في البندقية من إخراج لوتشينو فيسكونتي.
- 1 يناير – شخص ما وراء الباب من إخراج نيكولا غيسنر.

## مواليد

### يناير
- 1 يناير – حكيم القروي مقالاتي فرنسي.
- 8 يناير – جيرالدين بيلهاس ممثلة فرنسية.
- 13 يناير – عبد النور بيدار كاتب وفيلسوف فرنسي.
- 17 يناير – سيلفي تيستو
- 20 يناير – كاثرين مارسال درّاجة طريق فرنسية.
- 26 يناير – جان مارك ديغريف لاعب شطرنج فرنسي.

### فبراير
- 3 فبراير – فنسنت الباز ممثل فرنسي.
- 17 فبراير – لودوفيك أوجيه درّاج طريق فرنسي.
- 26 فبراير – إيلين سيغارا مغنية فرنسية.

### مارس
- 20 يناير – كاثرين مارسال درّاجة طريق فرنسية.

### أبريل
- 2 أبريل – جوينايل أوبري كاتبة فرنسية.
- 4 أبريل – كريمة سويد سياسية من تونس.
- 12 أبريل – كريستوف مورو درّاج طريق فرنسي.
- 25 أبريل – ستيفان هويت لاعب كرة مضرب فرنسي.
- 28 أبريل – لورينت كازانوفا لاعب كرة قدم فرنسي.

### مايو
- 7 مايو – إيمانويل ماجنين دراج فرنسي.
- 7 مايو – طوما بيكيتي عالم اقتصاد فرنسي.
- 11 مايو – بيرنارد لامبورد لاعب كرة قدم فرنسي.
- 15 مايو – أنتوني بانكاريل لاعب كرة قدم فرنسي.
- 24 مايو – توماس لانغمان

### يونيو
- 10 يونيو – برونو نغوتي لاعب كرة قدم فرنسي.
- 12 يونيو – فيليسيا بالينغر درّاجة طريق فرنسية.
- 17 يونيو – إيمانويل مورينو ضابط إسرائيلي.
- 24 يونيو – أورسولا ماير
- 28 يونيو – فابيان بارتيز لاعب كرة قدم فرنسي.

### يوليو
- 30 يوليو – كلود دانبوري لاعب كرة قدم فرنسي.

### أغسطس
- 7 أغسطس – تييري غوارديولا لاعب كرة مضرب فرنسي.
- 19 أغسطس – غريغوري ويمبي لاعب كرة قدم فرنسي.
- 26 أغسطس – بيير تشافروندير لاعب كرة قدم فرنسي.

### سبتمبر
- 4 سبتمبر – ليليان لاسلاند لاعب كرة قدم فرنسي.

### أكتوبر
- 10 أكتوبر – رينالد بيدروس لاعب كرة قدم فرنسي.
- 25 أكتوبر – إليف شفق كاتبة تركية.
- 29 أكتوبر – جان بيار مارتينز
- 31 أكتوبر – فريدي فوتريل حكم كرة قدم فرنسي.

### نوفمبر
- 6 نوفمبر – لورا فليسيل مبارزة بالسيف فرنسية.
- 9 نوفمبر – صبري لموشي لاعب ومدرب كرة قدم فرنسي.

### ديسمبر
- 17 ديسمبر – نيكولاس لوفراني
- 21 ديسمبر – ماثيو شديد موسيقي فرنسي.

## وفيات

### يناير
- 10 يناير – كوكو شانيل (مواليد 1883)

### فبراير
- 9 فبراير – غاستون كاستل (مواليد 1886) مهندس معماري فرنسي.
- 17 فبراير – رينيه سيمون (مواليد 1898) ممثل فرنسي.
- 26 فبراير – فرناندل (مواليد 1903)

### أبريل
- 16 أبريل – هنري زيلر (مواليد 1896)
- 20 أبريل – غاستون فييت (مواليد 1887) بروفيسور فرنسي.

### يوليو
- 10 يوليو – لوران داوثويلي (مواليد 1924) ملاكم فرنسي.

### سبتمبر
- 19 سبتمبر – رايموند اسكوليه (مواليد 1882)

### أكتوبر
- 10 أكتوبر – فيليب إريا (مواليد 1898)
- 11 أكتوبر – تراس (مواليد 1895)

### ديسمبر
- 27 ديسمبر – فرانز فوكس (مواليد 1881) فيزيائي ألماني.
- 29 ديسمبر – كلود بلوخ (مواليد 1923) فيزيائي فرنسي.